# Mutánsvilág
A Mutánsvilág, eredeti címén House of M egy nyolcrészes crossover képregény történet a Marvel Comics kiadásában. Írója Brian Michael Bendis, illusztrátora Olivier Coipel. A Planet X (X bolygó) és az Avengers Disassembled történetszálak folytatása. A mutáns szuperhős Skarlát Boszorkány súlyos szellemi sérülést szenvedett a korábbi események hatására és megpróbálja megváltoztatni a valóságot, hogy újrateremtse elveszett gyermekeit. Apja Magneto és Wanda ikertestvére, Higanyszál főszerepet játszanak a sorozatban. Bár a hagyományos Marvel világból indultunk ki, a fő helyszín a 58163-as Föld elnevezést kapta.

## Bevezetés
Nem gondolkodom terminológiákban. Történetben gondolkodom. A történet pedig csak elkezdte önmagát átformálni egy nagyobb dologgá.
Az eseményt megelőzően Bendis több interjúban is megemlítette, hogy az esemény az egész Marvel Univerzumot felrázza majd, de gondosan titkolta a pontos mibenlétét, ami végül a mutáns közösség tényleges megtizedelése volt.
A szereplők listája akik az M day (M napja) alatt vesztették el szuperképességeiket tartalmazza többek között Magnetót, Sofía Mantega Barret-et (Wind Dancer) és Brian Cruz-t (Tag), és Danielle Moonstar-t.
Az átmenetet a House of M: Decimation – The Day After sorozat követte, a Son of M-mel – főszerepben Pietro alias Higanyszál, Magneto fia; és a Generation M – az 5 részes minisorozat főszerepben Sally Floyd riporter, akinek az exmutánsok története felkeltette a figyelmét.

## A cselekmény
Az Avengers Disassembled végén lányát Magneto Genosha szigetére vitte, ahol X professzor hiába küzdött, hogy Wanda visszanyerje valóságérzékét és lelki egyensúlyát.

### House of M #1
A történet egy születéssel kezdődik: Wanda Maximoff, akit Skarlát Boszorkányként is ismernek, idilli környezetben családja és barátai körében hozza világra ikreit. A kezelőorvosa Doktor Strange átadja Wandának gyermekeit és gratulál neki. A friss apa: Vízió büszke a családjára. A szoba túloldaláról ekkor váratlanul fagyos hideg áramlik be és megszólal X Professzor hangja, aki felszólítja Wandát, hogy térjen vissza a normális világba. Wanda ellenáll és a gyermekeibe kapaszkodik, akik azonban összetörnek és eltűnnek. Wanda egy sötét szobában ébred Genosha elpusztított mutáns-mennyországában, ahol nincsenek barátok, sem család és természetesen gyermekei sincsenek. Különleges mentális képességeit használva a professzor ráveszi Wandát, hogy aludjon. Magnetó érkezik, aki lánya állapotáról kérdezi Xaviert. Charles tájékoztatja, hogy a hatalma már nem lesz sokáig elég, hogy Wandát visszatartsa, és más megoldást kell találniuk. Magnetó magát okolja a jelenlegi helyzetért, hogy gyermekeit a tulajdon ambíciója szolgálatába állította és egy mágneses mezőn keresztül sétálva a sziget középpontja felé tart, hogy egyedül lehessen.
Időközben Xavier összehívja az újjáalakított Bosszú Angyalait (New Avengers), az X-Ment és több más magányos hőst, hogy eldöntsék Wanda Maximoff sorsát. Emma Frost az elmékben olvasva arra a következtetésre jut, miszerint a többség szerint Wanda megölése az egyetlen mód, hogy megakadályozzák romboló varázslatát. Amerika Kapitány amellett érvel, hogy a csapatnak más megoldást kell keresnie Wanda elmezavarának orvoslására és hatalmának visszafogására. Az X-Men álláspontja, hogyha Wanda képességei elszabadulnak a következmények századokra vetnék vissza az ember-mutáns kapcsolatokat. Rozsomák hangosan is kimondja mindnyájuk gondolatát: Wandának meg kell halnia. A csapat többi tagja mindazonáltal úgy dönt, személyesen is látniuk kell őt, mielőtt meghozzák döntésüket. Genoshában a zavart Higanyszál felkeresi Magnetót és felfedi, épp New Yorkban volt, ahol hallotta: az X-Men és a Bosszú Angyalai Wanda halálát tervezik. Magnetó dühösen replikázik, maga sem tudja mit kell tenni. Higanyszál zokogva a földre zuhan és Magnetó hosszú pillantást vet alvó lányára.
Xavier és a két csoport Genoshában Wandának csak hűlt helyét találják. Mindezek után a tagok egyenként maguk is kezdenek eltűnni. Pókember az utolsó, akit a fehér fény magába olvaszt.

### House of M #2
Látjuk, hogy a világ megváltozott: Pókember házas, feleségével Gwen Stacyvel New Yorkban élnek. Küklopsz és Emma Frost szintén férj és feleség. Doktor Strange pszichológus, Gambit bűnöző, Carol Danvers Amerika kedvenc szuperhőse míg Steve Rogers- Amerika Kapitány öreg veterán. A változásra, valahai életükre egyikük sem emlékszik. Időközben Rozsomák, aki most a S.H.I.E.L.D. „House of Magnus Red Guard” felelős ügynöke a helibázison tér magához, a tőle nem messze pihenő Rejtéllyel a fedélzeten. A többiektől eltérően Rozsomák tudja, hogy ami körülötte van, nem lehet valóság.

### House of M #3
Első és legmegdöbbentőbb felfedezése, hogy ezen a világon a Homo superior uralja a bolygót a Homo sapiens felett. Felkeresi az X-birtokot, ám ott most egy család él immár tizenöt éve, akik elmondásuk szerint nem is ismerik X professzort. Rozsomák erre Peter Parker és Tony Stark után ered, akinek előcsarnokában az elit Red Guards megállítja és megkísérli az elszállítását, arra hivatkozva, hogy Logan viselkedése alapján idegösszeomlást kapott és nem kószálhat csak úgy szabadon.
Rozsomák ellenáll, és menekülés közben találkozik az Emberi Ellenállási Mozgalommal (Sapien Underground Resistance). Hogy a dolgok még különösebbek legyenek Logant megfenyegeti majd lelövi saját világukban már halott Sólyomszem.

### House of M #4
Rozsomák magához tér, de Sólyomszem lövése a tarkójába ültetett nyomkövető chipet is kiszedte a húsából.
Csupán pár percig volt eszméletlen de ez is elég volt, hogy az üldözői rajtuk üssenek.
A csata a Vezér, Wilson Fisk üres irodájában ér véget, ahová Köpeny menekíti ki mindazokat akiket elért. Ott Rozsomák végre szót ért az Emberi Ellenállási Mozgalommal és lassan elkezd összeállni a kép kezdve a Skarlát Boszorkány ideg-összeroppanásával. Saját elmélete szerint, a múltjában történt X fegyver program olyan drasztikusan befolyásolta az emlékeit, hogy ezért volt képes csak ő emlékezni. Végül kifejti, hogy Magneto arra használta lányát, hogy megadja mindenkinek azt, amire vágynak így Magnetónak egy olyan világot, ahol a mutánsok uralkodnak az emberek felett. Rozsomákot egy fiatal lány, a mutáns Layla Miller igazolja, akinek megvolt a hatalma hozzá, hogy megmutassa az igazi világot.

### House of M #5
Rozsomák az Ellenállási Mozgalom maradékát vezetve felkeresi Emma Frost-ot, aki a nem várt vendégekről azt hiszi, ki akarják rabolni. Logan csak üdvözölni tudja, az asszony pszichés erejét használva máris elnémítja és mozgásképtelenné teszi az egész csapatot, majd tárcsázni kezdi a rendőrség számát, mindeközben közben fenyegeti őket: ugye tudják mi vár azokra az emberekre, akik a felsőbbrendű mutánsokra támadnak. Azonban megzavarják Logan és Layla elkapott gondolatai, és míg tétovázik, a kislány felszabadítja Emma valódi emlékeit. Az őrjöngő Frost kegyetlen bosszút esküszik a vélt bűnös: Magneto ellen. Nem sokkal ezután belép Scott Summers is – ezen a síkon Emma férje -, és őt is "felébresztik" az álomvilágból.
Emma segítségével kapcsolatba lépnek további hősökkel, mint Pókember, Árnymacska, Vasember, Vadóc, Árnyék.. Mindeközben Genoshában Magnetó (most Lord Magnus) elzarándokol egy sírkőhöz és megemlékszik Charles Xavier haláláról.

### House of M #6
A hősök a S.H.I.E.L.D. helibázis felett átveszik az irányítást és Genoshába utaznak. Az utazás alatt a hősök a hajó éttermében asztalhoz ülnek. Küklopsz szerint ez a csata lesz életük legfontosabb és talán utolsó megmérettetése, ezért nem kell, hogy visszafogják magukat. Ezt hallva Jessica Drew megkérdi, ha vajon Magnetó tényleg mindet megadott nekik, amit csak akartak, miért nem kéne elégedettnek lenniük, s megmaradniuk hálásan az illúziók világában? De Rozsomák csírájában fojtja el az ötletet. Genoshában Magneto épp Latveria képviselőit fogadja, majd az ünnepség a Királyi palotában folytatódik. Meghívott vendégek: T'Challa, vagyis a Fekete Párduc, Wakanda uralkodója; Genis-Vell a krí delegáció vezetője; Ororo hercegnő Kenyából és Namor király, Atlantisz uralkodója. Ide érkezik a S.H.I.E.L.D. hajó – a támadást Rozsomák, Fenegyerek, Árnyék és Pókember indítja meg.
Míg a csata tart, Emma Frost Köpennyel (lásd Köpeny és Kard) karöltve felfedezi a Charles Xavier-nek emelt sírkövet és zokogni kezd. Köpeny azonban kijelenti, hogy Xavier maradványai nincsenek a sírban.

### House of M #7
A harc egyre szilajabbul dúl M háza és a hősök között. A káoszban a Skarlát Boszorkány eltűnik a csatatérről, Doktor Strange fedezi fel egy toronyban, ahol két kisgyermekével játszik. Ő sosem hagyja el ezt a helyet, mindig a gyermekeivel marad – mondja –, amit az apja a külvilágnak mutogat, csak egy másolat, amit ő teremtett. Strange szelíden kérdezgetni kezdi.
Az őrület eredetéért Wanda visszapergeti a történetet a kezdetekhez és felfedi, hogy az alternatív világ teremtéséért a felelős Higanyszál, aki összejátszott Wandával, hogy boldoggá tegyen mindenkit egy majdnem tökéletes világban. Emma Frost arra sürgeti Doktor Strange-t, hogy kérdezzen Charles Xavier sorsáról, de mielőtt Wanda felelhetne, hátulról átüti egy nyílvessző.
Pszichés kapcsolatukon keresztül Emma Frost is hallotta a zavarodott nő "vallomását", így a szemében Magneto felmentést nyert.
Wanda támadója Sólyomszem, aki előző világbeli haláláért támadott, hogy bosszút álljon. Keserű diadalát nem sokáig élvezi, a Skarlát Boszorkány fiai revánsot vesznek rajta. Mindeközben Xavier sírja mellett Magneto néz farkasszemet Emma Frost-tal és Layla Millerrel, akik felfedik előtte az igazságot. Az elszabadult indulatok majdnem Higanyszál pusztulásához vezetnek, akit apja egy darab acéllal véres péppé ver.
Váratlanul megjelenik a Skarlát Boszorkány és megállítja Magnetót, testvérét pedig egészséges alakba állítja vissza. „Különbözőek vagyunk” – mondja „Mutánsok”. Majd a következő négy szót követve: „Apu. Nincs több mutáns.” A dolgok összeomlanak és minden még egyszer kiég az újra fellobbanó fehér fényben.

### House of M #8
A világ látszólag visszatér a normális úthoz. Layla Miller mikor felébred normális ember, mutáns képességek nélkül és a történtekre álomként emlékszik.
Peter Parker Mary Jane Watsonnal az oldalán tér magához. A Bosszú Angyalai együtt próbálják megérteni mindazt, ami azon az éjszakán történt – néhányuk emlékezik, néhányuk nem, s zavartan néznek szembe Doktor Strange véleményével, aki szerint M Házának az eseményei valóban megtörténtek, de a hatásai szélesebb skálán csak később éreztetik magukat.
Az X-birtokon kívül Emma Frost orrvérzéssel ébredt, míg odabentről sikoltások hallatszanak. A Xavier iskola diákjai, mint Sofía Mantega Barret (Wind Dancer) és Brian Cruz (Tag) egymás után veszítik el képességeiket. Az X-Men hiába várja Emmától a válaszokat. Az X csapat Genoshába utazik, hogy szembenézzen Magnetóval, aki szintén elveszítette a képességeit, de nem volt képes feleletet adni nekik. Rozsomák életben hagyja őt, hogy büntetésként egy olyan életet éljen, amire sosem vágyott: egy erőtlen normális emberét.
Körös-körül a világon így járt a mutáns népesség nagyobb része. Henry Pym szerint ekkora erő nem tűnhet el egy csapásra nyomtalanul csak úgy. Mindennek egyensúlyban kell lennie, és minden akciót reakció követ. A kérdés mi lesz ennek a jelenségnek a következménye? S mintha választ akarna adni a kérdésére, egy kolosszális energia vörös szalagja kezd el keringeni a Föld körül..

## AHouse of Mvilága
A jövendő múlt napjai és az Age of Apocalypse-tól eltérően, a House of M a Marvel Univerzum fő idősodrában játszódik. Ebben a világban Magnetót 1979-ben megtámadták az Őr-robotok (Sentinels) Manhattan felett. A támadás végén Magneto felfedett egy állítólagos nemzetközi mutáns-ellenes összeesküvést, amiben szerepet játszott Richard M Nixon is. Ez arra vezetett, hogy egyrészt Magnetónak megadták Genosha szigetének szuverenitását, másrészt pedig a mutáns élet védelmét elítélték,- ellenben kijelentették, hogy az őssejtkutatás a mutáns embriókon törvénytelen, de engedélyezték az emberi embriókon végzett ilyen irányú tanulmányokat. A House of M cselekményében a helyzet megfordult, a világ továbbra is egy fajgyűlölő társadalom mutánsokkal és emberekkel, de ott a Homo Sapiens Superior irányítja a kormányt, az üzletet és a kultúrát, míg a Homo Sapienst lenézik.
Néhány ember, mint Carol Danvers és Pókember itt is rajongás és elismerés tárgya de ők kivételek. Carolról széles körben ismert volt, hogy ember, míg a Pókemberről azt feltételezték, hogy inkább mutáns.

## A megtizedelés:House of Mkövetkezménye
A House of M-nek komoly következményei voltak a Marvel univerzumban: a legnagyobb a több millióból álló mutáns népesség lecsökkentése pár százba. A rajongók reakciói vegyesek voltak. Egyesek a puszta tényt kritizálták, annak ellenére, hogy kevés népszerű, piacképes karakter vesztette el képességeit.
Az X-Menből csak ketten, Polaris és X Professzor szenvedtek a House of M történéseitől, az ellenfelek közül Magneto, és a Bosszúangyalok két tagja, Higanyszál és a Skarlát Boszorkány. Magneto és X professzor azóta visszanyerték képességeiket, míg Polaris és Higanyszál más úton tett szert extrém erőre.
Egyéb következmények:
- Charles Xavier eltűnése
- Higanyszál eltűnése
- Rozsomák múltjának teljes visszavonása
- Clint Barton felélesztése
- A Collective létrejötte, ami az elszabadult mutáns hatalmakból állt össze
- Az Árnyék Királynak (Shadow King; első megjelenése Uncanny X-Men #117 1979 január) nevezett szuperbűnöző visszatérése a valóságba a Sötét X-Mennel (Shadow-X, első megjelenésük New Excalibur #1) együtt, Wanda valóság manipulációjának következtében
- Onslaught szuperbűnöző újjászületése
- A mutánsok elerőtlenedése miatt Amerika a szuperhatalmak háborújában úgy győzött, hogy egy ujját sem kellett mozdítania.[2]

## Elemzés
A történet tetőpontjánál Wanda vádolja az apját. „You ruined us before we even had a chance. Why would you treat your own children this way?” (Tönkretettél minket, mielőtt egyáltalán esélyünk lett volna. Miért tetted ezt a gyermekeiddel?) Ő is és apja is kísérletet tett egy békés világ létrehozására és mindkettő megbukott. Sebzetten és dühösen apját hibáztatja az események nagy részéért. Magneto szélsőségesen védte a mutánsokat, céljai szolgálatába állítva gyermekeit is és Wanda ezért egy sajátos formában megbünteti őt. A történet végén nem szolgáltatja vissza a világot olyannak amilyen volt. A végső szavai: „No more mutants.” (Nincs több mutáns.)

### Layla
Mikor Doktor Strange szembenéz Wandával felteszi, hogy Wanda hozta létre Laylát. Hivatalosan nem erősítették meg, így azóta sem tudni biztosan, hogy Layla mi is volt valójában. Úgy kell e vele számolni mint egy különálló karakter, vagy Wanda egy saját szellemi része, az amely megpróbál helyesen cselekedni? Ez végső soron beleillene Wanda tudathasadásos személyiség-zavarainak sémájába.

## Publikálás
Amint a Marvel Univerzum egészére kiterjedő eseményt, a történetet a következő képregényekben publikálták:
- House of M Sketchbook
- House of M limited series #1-8
- Spider-Man: House of M #1-5
- Fantastic Four: House of M #1-3
- Incredible Hulk #83-86
- Iron Man: House of M #1-3
- Mutopia X #1-4 (of 5)
- Uncanny X-Men #462-465
- Wolverine #33-35
- New X-Men: Academy X #16-19
- Exiles #69-71
- Excalibur #13-14
- Secrets of the House of M
- The Pulse: House of M Special Edition
- Black Panther #7
- Captain America #10
- New Thunderbolts #11
- The Pulse #10
- Cable & Deadpool #17
- Avengers: House of M #1-5 (2007. november)

### Puha fedeles kiadás
- Excalibur: Prelude to the House of M (Excalibur #11-14)
- House of M (House of M #1-8)
- House of M: Incredible Hulk (Incredible Hulk #83-87)
- House of M: Fantastic Four and Iron Man (Fantastic Four: House of M #1-3, Iron Man: House of M #1-3)
- House of M: Uncanny X-Men (Uncanny X-Men #462-465, first half of Secrets of the House of M)
- Mutopia X (Mutopia X #1-5)
- House of M: New X-Men (New X-Men: Academy X #16-19, second half of Secrets of the House of M)
- House of M: Spider-Man (Spider-Man: House of M #1-5)
- World of M Featuring Wolverine (Wolverine #33-35, Captain America #10, Black Panther #7, Pulse #10)

## Avengers: House of M -2007
Novemberben egy vadonatúj limitált példányszámban kiadott sorozat szándékozik feltárni a House of M cselekményeinek hátterét. Az történet New Yorkban játszódik majd a marvel.com hírei szerint 1979-ben, mikor Magneto az uralma alá hajtotta a Földet, bemutatja az új Bosszú Angyalait, akik az ember-mutáns háború kereszttüzébe kerültek és felfedi, hogyan lett Luke Cage befolyásos figurája mindezen eseményeknek.

## Magyarul olvasható
- Mutánsvilág. Magnus-ház. X-men. Új bosszú angyalai; szöveg Brian Michael Bendis, ceruzarajz Olivier Coipel, ford. Harza Tamás; Kingpin, Bp., 2008
- Mutánsvilág. Angyalok és mutánsok. X-men. Új bosszú angyalai; szöveg Brian Michael Bendis, ceruzarajz Olivier Coipel, ford. Harza Tamás; Kingpin, Bp., 2009

## Külső hivatkozások
- www.uncannyxmen.net részletes tartalom, külön az egyes részekről is (angolul)
- marvel.com/news (angolul)
- House of M analysis Archiválva 2007. szeptember 30-i dátummal a Wayback Machine-ben(angolul)
- Magyar blogkritika a House of M-ről(magyarul)